# Seznam dílů seriálu Lucifer
Toto je seznam dílů seriálu Lucifer. Americký dramatický seriál Lucifer byl vysílán v letech 2016–2021. Do roku 2018 uváděla seriál televizní stanice Fox, od roku 2019 jej převzala streamovací služba Netflix. Celkem vzniklo 93 dílů rozdělených do šesti řad.

## Přehled řad
| Řada | Díly | Premiéra v USA | Premiéra v USA  | Stanice v USA |
| Řada | Díly | První díl      | Poslední díl    | Stanice v USA |
| ---- | ---- | -------------- | --------------- | ------------- |
| 1    | 13   | 25. ledna 2016 | 25. dubna 2016  | Fox           |
| 2    | 18   | 19. září 2016  | 29. května 2017 | Fox           |
| 3    | 26   | 2. října 2017  | 28. května 2018 | Fox           |
| 4    | 10   | 8. května 2019 | 8. května 2019  | Netflix       |
| 5    | 16   | 21. srpna 2020 | 28. května 2021 | Netflix       |
| 6    | 10   | 10. září 2021  | 10. září 2021   | Netflix       |

## Seznam dílů

### První řada (2016)
| Č. v seriálu | Č. v řadě | Původní název                   | Český název                    | Režie             | Scénář                        | Premiéra v USA (Fox) | Prod. kód |
| ------------ | --------- | ------------------------------- | ------------------------------ | ----------------- | ----------------------------- | -------------------- | --------- |
| 1            | 1         | Pilot                           | Pilot                          | Len Wiseman       | Tom Kapinos                   | 25. ledna 2016       | 276096    |
| 2            | 2         | Lucifer, Stay. Good Devil.      | Lucifere, zůstaň. Hodný ďábel. | Nathan Hope       | Joe Henderson                 | 1. února 2016        | 4X6502    |
| 3            | 3         | The Would-Be Prince of Darkness | Budoucí vládce temnoty         | Louis Milito      | Jason Ning a Jenn Kao         | 8. února 2016        | 4X6510    |
| 4            | 4         | Manly Whatnots                  | Mužské kdovíco                 | Matt Earl Beesley | Ildy Modrovich                | 15. února 2016       | 4X6503    |
| 5            | 5         | Sweet Kicks                     | Hezké botky                    | Tim Matheson      | Sheri Elwood                  | 22. února 2016       | 4X6504    |
| 6            | 6         | Favorite Son                    | Milovaný syn                   | David Paymer      | Jason Ning                    | 29. února 2016       | 4X6505    |
| 7            | 7         | Wingman                         | Parťák                         | Eriq La Salle     | Alex Katsnelson               | 7. března 2016       | 4X6506    |
| 8            | 8         | Et Tu, Doctor?                  | I ty, doktorko?                | Eagle Egilsson    | Jenn Kao                      | 14. března 2016      | 4X6507    |
| 9            | 9         | A Priest Walks into a Bar       | Přijde kněz do baru            | David Frazee      | Chris Rafferty                | 21. března 2016      | 4X6508    |
| 10           | 10        | Pops                            | Taťka                          | Tara Nicole Weyr  | Alex Katsnelson a Mike Costa  | 28. března 2016      | 4X6509    |
| 11           | 11        | St. Lucifer                     | Svatý Lucifer                  | Mairzee Almas     | Sheri Elwood a David McMillan | 11. dubna 2016       | 4X6511    |
| 12           | 12        | #TeamLucifer                    | #TeamLucifer                   | Greg Beeman       | Ildy Modrovich                | 18. dubna 2016       | 4X6512    |
| 13           | 13        | Take Me Back to Hell            | Vezmi mě zpátky do pekla       | Nathan Hope       | Joe Henderson                 | 25. dubna 2016       | 4X6513    |

### Druhá řada (2016–2017)
| Č. v seriálu | Č. v řadě | Původní název                     | Český název              | Režie            | Scénář                         | Premiéra v USA (Fox) | Prod. kód |
| ------------ | --------- | --------------------------------- | ------------------------ | ---------------- | ------------------------------ | -------------------- | --------- |
| 14           | 1         | Everything's Coming Up Lucifer    | Všechno přijde, Lucifere | Nathan Hope      | Joe Henderson                  | 19. září 2016        | T13.20051 |
| 15           | 2         | Liar, Liar, Slutty Dress on Fire  | Kdo lže, shoří v pekle   | Louis Milito     | Ildy Modrovich                 | 3. října 2016        | T13.20052 |
| 16           | 3         | Sin-Eater                         | Požírač hříchů           | Mairzee Almas    | Alex Katsnelson                | 10. října 2016       | T13.20053 |
| 17           | 4         | Lady Parts                        | Kousky dámy              | Ben Bray         | Sheri Elwood                   | 17. října 2016       | T13.20054 |
| 18           | 5         | Weaponizer                        | Hra se zbraněmi          | Karen Gaviola    | Jason Ning                     | 24. října 2016       | T13.20055 |
| 19           | 6         | Monster                           | Monstrum                 | Eagle Egilsson   | Chris Rafferty                 | 31. října 2016       | T13.20056 |
| 20           | 7         | My Little Monkey                  | Moje malá opička         | Tara Nicole Weyr | Jenn Kao                       | 7. listopadu 2016    | T13.20057 |
| 21           | 8         | Trip to Stabby Town               | Výlet do města nožů      | Nathan Hope      | Jeff Lieber                    | 14. listopadu 2016   | T13.20058 |
| 22           | 9         | Homewrecker                       | Kazisvět                 | Greg Beeman      | Mike Costa                     | 21. listopadu 2016   | T13.20059 |
| 23           | 10        | Quid Pro Ho                       | Quid Pro Ho              | Nathan Hope      | Ildy Modrovich a Julia Fontana | 28. listopadu 2016   | T13.20060 |
| 24           | 11        | Stewardess Interruptus            | Stevardka Interruptus    | Greg Beeman      | Sheri Elwood                   | 16. ledna 2017       | T13.20061 |
| 25           | 12        | Love Handles                      | Madla lásky              | Karen Gaviola    | Alex Katsnelson                | 23. ledna 2017       | T13.20062 |
| 26           | 13        | A Good Day to Die                 | Den dobrý k umírání      | Alrick Riley     | Joe Henderson a Chris Rafferty | 30. ledna 2017       | T13.20063 |
| 27           | 14        | Candy Morningstar                 | Candy Morningstar        | Claudia Yarmy    | Jenn Kao                       | 1. května 2017       | T13.20064 |
| 28           | 15        | Deceptive Little Parasite         | Malý zrádný parazit      | Brad Tanenbaum   | Mike Costa a Julia Fontana     | 8. května 2017       | T13.20065 |
| 29           | 16        | God Johnson                       | Bůh Johnson              | Sherwin Shilati  | Jason Ning                     | 15. května 2017      | T13.20066 |
| 30           | 17        | Sympathy for the Goddess          | Soucit s bohyní          | Louis Milito     | Joe Henderson                  | 22. května 2017      | T13.20067 |
| 31           | 18        | The Good, the Bad, and the Crispy | Dobré, špatné a křehké   | Karen Gaviola    | Ildy Modrovich                 | 29. května 2017      | T13.20068 |

### Třetí řada (2017–2018)
| Č. v seriálu | Č. v řadě | Původní název                          | Český název               | Režie             | Scénář                                                      | Premiéra v USA (Fox) | Prod. kód |
| ------------ | --------- | -------------------------------------- | ------------------------- | ----------------- | ----------------------------------------------------------- | -------------------- | --------- |
| 32           | 1         | They're Back, Aren't They?             | Jsou zpět, nebo ne?       | Karen Gaviola     | Ildy Modrovich                                              | 2. října 2017        | T13.20751 |
| 33           | 2         | The One with the Baby Carrot           | Ten s malým šaškem        | Louis Milito      | Joe Henderson                                               | 9. října 2017        | T13.20752 |
| 34           | 3         | Mr. & Mrs. Mazikeen Smith              | Pan a paní Mazikeen Smith | Tara Nicole Weyr  | Joe Henderson a Alex Katsnelson                             | 16. října 2017       | T13.20069 |
| 35           | 4         | What Would Lucifer Do?                 | Co by udělal Lucifer?     | Eagle Egilsson    | Jason Ning                                                  | 23. října 2017       | T13.20753 |
| 36           | 5         | Welcome Back, Charlotte Richards       | Vítej zpět, Charlotte     | Nathan Hope       | Chris Rafferty                                              | 30. října 2017       | T13.20754 |
| 37           | 6         | Vegas with Some Radish                 | Vegas s hvězdičkou        | Karen Gaviola     | Ildy Modrovich a Sheri Elwood                               | 6. listopadu 2017    | T13.20072 |
| 38           | 7         | Off the Record                         | Mimo záznam               | Eduardo Sánchez   | námět: Jen Graham Imada scénář: Chris Rafferty a Mike Costa | 13. listopadu 2017   | T13.20071 |
| 39           | 8         | Chloe Does Lucifer                     | Chloe dělá Lucifera       | Louis Milito      | Julia Fontana                                               | 20. listopadu 2017   | T13.20755 |
| 40           | 9         | The Sinnerman                          | Sinnerman                 | Marisol Adler     | Jenn Kao                                                    | 4. prosince 2017     | T13.20756 |
| 41           | 10        | The Sin Bin                            | Nádoba hříchu             | Greg Beeman       | Sheri Elwood                                                | 11. prosince 2017    | T13.20757 |
| 42           | 11        | City of Angels?                        | Město andělů?             | Mark Tonderai     | Jason Ning a Jenn Kao                                       | 1. ledna 2018        | T13.20070 |
| 43           | 12        | All About Her                          | Jen ona                   | Tara Nicole Weyr  | Alex Katsnelson                                             | 22. ledna 2018       | T13.20758 |
| 44           | 13        | Til Death Do Us Part                   | Dokud nás smrt nerozdělí  | Sherwin Shilati   | Mike Costa                                                  | 29. ledna 2018       | T13.20759 |
| 45           | 14        | My Brother's Keeper                    | Péče o bráchu             | Claudia Yarmy     | Joe Henderson a Jason Ning                                  | 5. února 2018        | T13.20760 |
| 46           | 15        | High School Poppycock                  | Sraz ze střední           | Louis Milito      | Chris Rafferty a Jen Graham Imada                           | 26. února 2018       | T13.20761 |
| 47           | 16        | Infernal Guinea Pig                    | Pekelný pokusný králík    | Eagle Egilsson    | Jenn Kao a Julia Fontana                                    | 5. března 2018       | T13.20762 |
| 48           | 17        | Let Pinhead Sing!                      | Ať to pako zazpívá!       | Alrick Riley      | Ildy Modrovich a Sheri Elwood                               | 12. března 2018      | T13.20763 |
| 49           | 18        | The Last Heartbreak                    | Poslední zlomené srdce    | Hanelle Culpepper | Alex Katsnelson a Mike Costa                                | 19. března 2018      | T13.20764 |
| 50           | 19        | Orange Is the New Maze                 | Mazino soukromé peklo     | Nathan Hope       | Jenn Kao                                                    | 26. března 2018      | T13.20765 |
| 51           | 20        | The Angel of San Bernardino            | Anděl ze San Bernardina   | Tara Nicole Weyr  | Jason Ning                                                  | 16. dubna 2018       | T13.20766 |
| 52           | 21        | Anything Pierce Can Do I Can Do Better | Jsem lepší než Pierce     | Jim Vickers       | Alex Katsnelson                                             | 23. dubna 2018       | T13.20767 |
| 53           | 22        | All Hands on Decker                    | Všechno pro Chloe         | Eduardo Sánchez   | Sheri Elwood                                                | 30. dubna 2018       | T13.20768 |
| 54           | 23        | Quintessential Deckerstar              | Typická Deckerstar        | Claudia Yarmy     | Ildy Modrovich                                              | 7. května 2018       | T13.20769 |
| 55           | 24        | A Devil of My Word                     | Ďábel na mou čest         | Eagle Egilsson    | Joe Henderson                                               | 14. května 2018      | T13.20770 |

Bonusové díly
Během produkce třetí řady byly natočeny dva díly („Normální láska až za hrob“ a „Bylo nebylo“), které byly nakonec přesunuty do potenciální čtvrté série. Vzhledem ke zrušení seriálu po skončení třetí řady ze strany televize Fox byly tyto dvě dokončené epizody dodatečně zařazeny do programového schématu stanice jako tzv. bonusové díly třetí řady, které byly uvedeny po finále třetí série.
| Č. v seriálu | Č. v řadě | Původní název    | Český název               | Režie           | Scénář                                                          | Premiéra v USA (Fox) | Prod. kód |
| ------------ | --------- | ---------------- | ------------------------- | --------------- | --------------------------------------------------------------- | -------------------- | --------- |
| 56           | 25        | Boo Normal       | Normální láska až za hrob | Lisa Demaine    | Jen Graham Imada                                                | 28. května 2018      | T13.20771 |
| 57           | 26        | Once Upon a Time | Bylo nebylo               | Kevin Alejandro | námět: Ricardo Lopez Jr. scénář: Ildy Modrovich a Joe Henderson | 28. května 2018      | T13.20772 |

### Čtvrtá řada (2019)
| Č. v seriálu | Č. v řadě | Původní název                           | Český název                      | Režie               | Scénář           | Premiéra na Netflixu | Prod. kód |
| ------------ | --------- | --------------------------------------- | -------------------------------- | ------------------- | ---------------- | -------------------- | --------- |
| 58           | 1         | Everything's Okay                       | Všechno je v pořádku             | Sherwin Shilati     | Joe Henderson    | 8. května 2019       | T13.21501 |
| 59           | 2         | Somebody's Been Reading Dante's Inferno | Tady si někdo četl Dantovo Peklo | Sam Hill            | Ildy Modrovich   | 8. května 2019       | T13.21502 |
| 60           | 3         | O, Ye of Little Faith, Father           | Ach, ty otče malověrný           | Jessika Borsiczky   | Jason Ning       | 8. května 2019       | T13.21503 |
| 61           | 4         | All About Eve                           | Vše o Evě                        | Sherwin Shilati     | Chris Rafferty   | 8. května 2019       | T13.21504 |
| 62           | 5         | Expire Erect                            | Zemřít vztyčený                  | Viet Nguyen         | Mike Costa       | 8. května 2019       | T13.21505 |
| 63           | 6         | Orgy Pants to Work                      | Nemravné kalhoty do práce        | Louis Milito        | Aiyana White     | 8. května 2019       | T13.21506 |
| 64           | 7         | Devil Is as Devil Does                  | Ďábelské způsoby                 | Richard Speight Jr. | Jen Graham Imada | 8. května 2019       | T13.21507 |
| 65           | 8         | Super Bad Boyfriend                     | Hodně špatný boyfriend           | Claudia Yarmy       | Jason Ning       | 8. května 2019       | T13.21508 |
| 66           | 9         | Save Lucifer                            | Zachraňte Lucifera               | Lisa Demaine        | Joe Henderson    | 8. května 2019       | T13.21509 |
| 67           | 10        | Who's da New King of Hell?              | Kdo je ten nový král pekla?      | Eagle Egilsson      | Ildy Modrovich   | 8. května 2019       | T13.21510 |

### Pátá řada (2020–2021)
| Č. v seriálu | Č. v řadě | Původní název                          | Český název                       | Režie               | Scénář                                                                           | Premiéra na Netflixu | Prod. kód |
| ------------ | --------- | -------------------------------------- | --------------------------------- | ------------------- | -------------------------------------------------------------------------------- | -------------------- | --------- |
| 68           | 1         | Really Sad Devil Guy                   | Šíleně smutný ďábel               | Eagle Egilsson      | Jason Ning                                                                       | 21. srpna 2020       | T13.22151 |
| 69           | 2         | Lucifer! Lucifer! Lucifer!             | Lucifer! Lucifer! Lucifer!        | Sherwin Shilati     | Ildy Modrovich                                                                   | 21. srpna 2020       | T13.22152 |
| 70           | 3         | ¡Diablo!                               | Diablo!                           | Claudia Yarmy       | Mike Costa                                                                       | 21. srpna 2020       | T13.22153 |
| 71           | 4         | It Never Ends Well for the Chicken     | S kuřaty to vždycky špatně skončí | Viet Nguyen         | Aiyana White                                                                     | 21. srpna 2020       | T13.22154 |
| 72           | 5         | Detective Amenadiel                    | Detektiv Amenadiel                | Sam Hill            | Joe Henderson                                                                    | 21. srpna 2020       | T13.22155 |
| 73           | 6         | BlueBallz                              | BlueBallz                         | Richard Speight Jr. | Jen Graham Imada                                                                 | 21. srpna 2020       | T13.22156 |
| 74           | 7         | Our Mojo                               | Naše magie                        | Nathan Hope         | Julia Fontana                                                                    | 21. srpna 2020       | T13.22157 |
| 75           | 8         | Spoiler Alert                          | Pozor, vyzrazení!                 | Kevin Alejandro     | Chris Rafferty                                                                   | 21. srpna 2020       | T13.22158 |
| 76           | 9         | Family Dinner                          | Rodinná večeře                    | Nathan Hope         | Joe Henderson                                                                    | 28. května 2021      | T13.22159 |
| 77           | 10        | Bloody Celestial Karaoke Jam           | Zatracené nebeské karaoke         | Sherwin Shilati     | Ildy Modrovich                                                                   | 28. května 2021      | T13.22160 |
| 78           | 11        | Resting Devil Face                     | Chtě nechtě ďábel                 | Bola Ogun           | námět: Mira Z. Barnum, Joshua Duckworth a Ricardo Lopez Jr. scénář: Aiyana White | 28. května 2021      | T13.22161 |
| 79           | 12        | Daniel Espinoza: Naked and Afraid      | Daniel Espinoza: nahý a vyděšený  | Greg Beeman         | Mike Costa                                                                       | 28. května 2021      | T13.22162 |
| 80           | 13        | A Little Harmless Stalking             | Takové neškodné sledování         | Richard Speight Jr. | Julia Fontana a Jen Graham Imada                                                 | 28. května 2021      | T13.22163 |
| 81           | 14        | Nothing Lasts Forever                  | Nic netrvá věčně                  | Lisa Demaine        | Chris Rafferty                                                                   | 28. května 2021      | T13.22164 |
| 82           | 15        | Is This Really How It's Going To End?! | Vážně to takhle skončí?           | Ildy Modrovich      | Jason Ning                                                                       | 28. května 2021      | T13.22165 |
| 83           | 16        | A Chance at a Happy Ending             | Šance na šťastný konec            | Karen Gaviola       | Joe Henderson a Ildy Modrovich                                                   | 28. května 2021      | T13.22166 |

### Šestá řada (2021)
| Č. v seriálu | Č. v řadě | Původní název                     | Český název                      | Režie               | Scénář                         | Premiéra na Netflixu | Prod. kód |
| ------------ | --------- | --------------------------------- | -------------------------------- | ------------------- | ------------------------------ | -------------------- | --------- |
| 84           | 1         | Nothing Ever Changes Around Here  | Tady je pořád všechno stejný     | Kevin Alejandro     | Mike Costa                     | 10. září 2021        | T13.22901 |
| 85           | 2         | Buckets of Baggage                | Těžká minulost                   | Richard Speight Jr. | Jen Graham Imada               | 10. září 2021        | T13.22902 |
| 86           | 3         | Yabba Dabba Do Me                 | Jabadabadů                       | Nathan Hope         | Joe Henderson                  | 10. září 2021        | T13.22903 |
| 87           | 4         | Pin the Tail on the Daddy         | Otcovství                        | Viet Nguyen         | Carly Woodworth                | 10. září 2021        | T13.22904 |
| 88           | 5         | The Murder of Lucifer Morningstar | Kdo zabil Lucifera Morningstara? | Lisa Demaine        | Lloyd Gilyard Jr.              | 10. září 2021        | T13.22905 |
| 89           | 6         | A Lot Dirtier Than That           | S tím si dneska nevystačíš       | Claudia Yarmy       | Ildy Modrovich                 | 10. září 2021        | T13.22906 |
| 90           | 7         | My Best Fiend's Wedding           | Démonka se vdává                 | Nathan Hope         | Julia Fontana                  | 10. září 2021        | T13.22907 |
| 91           | 8         | Save the Devil, Save the World    | Zachraň ďábla a zachráníš svět   | DB Woodside         | Aiyana White                   | 10. září 2021        | T13.22908 |
| 92           | 9         | Goodbye, Lucifer                  | Loučení s Luciferem              | Kevin Alejandro     | Chris Rafferty                 | 10. září 2021        | T13.22909 |
| 93           | 10        | Partners Til the End              | Parťáci až do konce              | Sherwin Shilati     | Joe Henderson a Ildy Modrovich | 10. září 2021        | T13.22910 |